# Беланчевине плазме
Беланчевине плазме или крвни протеини, су супстанце присутни у крвној плазми. Они служе многим различитим функцијама, укључујући транспорт липида, хормона, витамина и минерала и активности и функционисање имуног система. Други протеини крви делују као ензими, компоненте комплемента, инхибитори протеазе или прекурзори кинина. Супротно популарном веровању, хемоглобин није крвни протеин, јер се преноси у црвеним крвним зрнцима, а не у крвном серуму.
Серумски албумин чини 55% протеина у крви, главни су доприносиоци одржавању онкотског притиска плазме и помажу, као носач, у транспорту липида и стероидних хормона. Глобулини чине 38% крвних протеина и транспортних јона, хормона и липида који помажу у функцији имунитета.
Фибриноген чини 7% крвних протеина; конверзија фибриногена у нерастворљиви фибрин је неопходна за згрушавање крви. Остатак протеина плазме (1%) су регулаторни протеини, као што су ензими, проензими и хормони. Сви протеини крви се синтетишу у јетри осим гама глобулина.

## Значај
Беланчевине плазме које су најзаступљенија компонента плазме садрже приближно 95% свих азотних материјала у крви, у облику ланаца аминокиселина повезаних пептидним везама . Ове беланчевине се могу одвојити од небеланчаних азотне компоненте плазме преципитацијом са реагенсима као што је трихлорирћетна киселина. Анализа серумских беланчевина је област клиничке биохемије која у великој мери може помоћи у процени инфекције, запаљења и трауме код људи.

## Врсте
Главне каракттеристике беланчевине плазме, које се могу сврстати у три велике групе (које чине 98%) и две мање групе (које чинер 2%), приказане су у доњој табели:
| Беланчевине плазме   | Нормални ниво | %   | Функција |
| -------------------- | ------------- | --- | --- |
| Албумин              | 3,5–5,0 g/dl  | 55% | Су беланчевине плазме с најмањом молекулском масом, врло прикладне за одржавање колоидно – осмотског притиска. Осмотски притисак је врло важан јер одржава противтежу хидростатском притиску крви који ствара срце. Албумини се синтетишу у јетри и одатле се отпуштају у крв. Они учествују у преносу разних хормона, и других нерастворљивих молекула. |
| Глобулин             | 2,0–2,5 g/dl  | 38% | Важни су носиоци имунолошке одбране организма у облику различитих антитела. Деле се на алфа, бета и гама глобулине. Улога алфа и бета глобулина је слична улози албумина, а гама глобулини су заправо имуноглобулини (Ig) или молекули који обављају одбрамбене функције.                                                                                |
| Фибриноген           | 0,2–0,45 g/dl | 7%  | Веома важне беланчевине у процесу згрушавања крви која осигурава заустављање крварења. Фибриноген помоћу тромбоцита ствара „мрежу“ у којој се онда улове еритроцити и настаје угрушак (тромб). Крв без фибриногена је дефибринирана крв. |
| Регулаторни протеини |               | <1% | Они учествују у регулација експресије гена |
| Фактори згрушавања   |               | <1% | Они учествују у претварање фибриногена у фибрин |